# Під прикриттям
«Під прикриттям» (англ. Deep Cover) — кримінальний трилер 1992 року від режисера Білла Дюка.  
У головних ролях — Лоренс Фішберн (у титрах вказаний як Ларрі Фішберн), Джефф Голдблюм, Чарльз Мартін Сміт. Прем'єра стрічки відбулася 15 квітня 1992 року. 
Бюджет фільму склав 8 млн доларів, а загальні збори становлять приблизно 16,6 млн. 
Це останній фільм, де актор Лоренс Фішберн вказаний як Ларрі Фішберн. 

## Сюжет
Цинциннаті, США. Спеціальний агент Карвер, який представляє Управління по боротьбі з наркотиками, шукає підходящу кандидатуру серед офіцерів поліції для роботи під прикриттям. Йому вдається вмовити Расселла Стівенса, що той ідеально підійде на роль наркодилера Джона Галла. Карвер розповідає йому, що головна ціль Управління — найбільший імпортер наркотиків на західному побережжі Антон Гальєгос та його дядько Гектор Гузман, південноамериканський політик. Проте для початку Расселлу потрібно налагодити співпрацю з Едді, який працює на Фелікса Барбосу та його компаньйона Девіда Джейсона.
Лос-Анджелес. Джон Галл розпочинає свою «кар'єру» наркоторговця. Однак він розуміє, що до людини з вулиці будуть великі підозри. Тому намагається обдумувати кожен свій крок. Йому навіть вдається домовитися про зустріч з Девідом, однак той відразу підозрює, що Джон працює на поліцію. Тим не менш Едді продає Галлу велику партію наркотиків, після чого того заарештовують копи. Увагу босів Едді привертає той факт, що невідомий дилер з вулиці на допиті не назвав жодного імені. Тобто, вони бачать в Джоні гарного кандидата на заміну Едді, який турбується тільки про себе та може здати кожного з них поліції. Девід Джейсон особисто вирішує всі проблеми з законом, які виникли у Джона, а потім запрошує на зустріч з Барбосою, де той стає свідком вбивста Едді.
Для подальшого просування в ієрархії наркоторгівлі Джону потрібен більший бюджет. Проте Карвер не в змозі йому допомогти з цим. В якості поради він пропонує Галлу реально почати продавати кокаїн, щоб мати змогу дістатися до Гальєгоса. Втім, досить скоро у Джона та Девіда, з яким він тепер тісно співпрацює, виникає нова проблема. Конкуренти тиснуть на них і єдине вирішення цієї ситуації — вбити їх...

## У ролях
- Лоренс Фішберн — Расселл Стівенс / Джон Галл;
- Джефф Голдблюм — Девід Джейсон;
- Чарльз Мартін Сміт — агент Карвер;
- Грегорі Сьєрра — Фелікс Барбоса;
- Артур Мендоза — Антон Гальєгос;
- Рене Асса — Гектор Гузман.

## Відгуки
На сайті Rotten Tomatoes фільм отримав рейтинг 87% на основі 31 відгуку. На сайті Metacritic рейтинг картини становить 67% на основі 25 відгуків. Загалом фільм отримав позитивні відгуки. Також критики не обійшли стороною гру Лоренса Фішберна, назвавши цю роль однією з кращих робіт актора на початку 90-х.